# 阿拉斯德洛索尔莫斯
阿拉斯德洛索尔莫斯，是西班牙巴伦西亚自治区巴伦西亚省的一个市镇。总面积76平方公里，总人口383人（2001年），人口密度5人/平方公里。